# 紗希せりか
紗希 せりか（さき せりか、1990年5月3日 - ）は、北海道出身の元タレント。実姉は元AV女優の希志あいの。

## 経歴
2008年にデビュー。アイドルユニット「ハーフムーン」のメンバーだった。
2009年7月7日、自身のブログで病気治療のため芸能活動を無期限停止すると発表した。

## 作品
- Hi - SPEED キラキラJK（2008年2月27日、ワーナーミュージック・ジャパン） - オムニバスCD
- EIGHT（2009年4月18日、レイフル）
- EIGHT vol.2（2009年6月20日、レイフル）